# 小行星1193
小行星1193（1193 Africa）是一颗围绕太阳公转的小行星。1931年4月24日，西里爾·傑克遜在约翰内斯堡发现了此天体。
該小行星以非洲命名。
这颗小行星的绝对星等为184.516117666491等。